# Yuh Beachmasters 2022
Die Yuh Beachmasters 2022 (bis 2021 Coop Beachtour) ist die Schweizer Turnierserie im Beachvolleyball. Sie wird in fünf Städten ausgetragen. Am Ende findet die Schweizer Meisterschaft in Bern statt.

## Übersicht der Turniere
| Datum                     | Stadt     | Sieger Männer | Sieger Frauen |
| ------------------------- | --------- | ------------- | ------------- |
| 27.–29. Mai               | Genf      |               |               |
| 3.–6. Juni                | Locarno   |               |               |
| 24.–26. Juni              | Kloten    |               |               |
| 25.–28. August            | Rorschach |               |               |
| 31. August – 2. September | Bern      |               |               |

## Modus
An den Turnieren der Yuh Beachtour nehmen bei Männer und Frauen jeweils neun Teams teil. Die Turniere finden jeweils in Arenen statt, welche jeweils extra in dieser Stadt dafür aufgebaut werden. Dabei sind jeweils die fünf besten Duos der aktuellen Rangliste für das Hauptfeld gesetzt. Die Teams auf den Ranglistenplätzen sechs und sieben spielen in einem Qualifikationsspiel um einen weiteren Startplatz. Die verbleibenden zwei Plätze im Hauptfeld werden über Wildcards an Nachwuchsspieler oder ausländische Teilnehmer vergeben. Die Spiele im Hauptfeld werden nach dem System Double knock-out ausgetragen.
Für Zuschauer ist der Eintritt zu den Spielen jeweils kostenlos.

## Turniere

### Genf
| Platz | Männer | Frauen |
| ----- | ------ | ------ |
| 1     |        |        |
| 2     |        |        |
| 3     |        |        |
| 4     |        |        |
| 5     |        |        |
|       |        |        |
| 7     |        |        |
|       |        |        |
| 9     |        |        |

### Locarno
| Platz | Männer | Frauen |
| ----- | ------ | ------ |
| 1     |        |        |
| 2     |        |        |
| 3     |        |        |
| 4     |        |        |
| 5     |        |        |
|       |        |        |
| 7     |        |        |
|       |        |        |
| 9     |        |        |

### Kloten
| Platz | Männer | Frauen |
| ----- | ------ | ------ |
| 1     |        |        |
| 2     |        |        |
| 3     |        |        |
| 4     |        |        |
| 5     |        |        |
|       |        |        |
| 7     |        |        |
|       |        |        |
| 9     |        |        |

### Rorschach
| Platz | Männer | Frauen |
| ----- | ------ | ------ |
| 1     |        |        |
| 2     |        |        |
| 3     |        |        |
| 4     |        |        |
| 5     |        |        |
|       |        |        |
| 7     |        |        |
|       |        |        |
| 9     |        |        |

### Bern
| Platz | Männer | Frauen |
| ----- | ------ | ------ |
| 1     |        |        |
| 2     |        |        |
| 3     |        |        |
| 4     |        |        |
| 5     |        |        |
|       |        |        |
| 7     |        |        |
|       |        |        |
| 9     |        |        |